# Scaptodrosophila bushi
Scaptodrosophila bushi är en tvåvingeart som först beskrevs av Bock och Parson 1979.  Scaptodrosophila bushi ingår i släktet Scaptodrosophila och familjen daggflugor. Inga underarter finns listade i Catalogue of Life.